# André Lhote
André Lhote (n. 5 iulie 1885, Bordeaux, Franța – d. 24 ianuarie 1962, Paris, Franța) a fost un pictor, sculptor, scriitor și pedagog francez, reprezentant de marcă al cubismului.

## Studii
- 1898-1904 Școala de Arte Frumoase din Bordeaux.

## Expoziții importante-selecție
- Musee du Petit Palais- Geneva, Switzerland
- Musee Nationale d’Arte Moderne- Paris, France
- Museum of the Annunciation- St. Tropez
- Museum of Fine Arts- Boston, MA
- The Art Institute of Chicago- IL
- Art Institute of Chicago, Chicago, IL
- Fine Arts Museums of San Francisco, San Francisco, CA
- Hermitage Museum- St. Petersburg, Russia
- Ball State Museum of Art, Muncie, IN
- Cleveland Museum of Art- OH
- Musée des Beaux-Arts de Bordeaux- Bordeaux, France
- Philadelphia Museum of Art, Philadelphia, PA
- Saint Louis Art Museum, St. Louis, MO
- Tate Gallery, London, England
- Musee d’Art Moderne- Paris, France

## Atelierul lui André Lhote
Marelui pictor și teoretician André Lhote, deschide in anii 30 , în atelierul său din Montparnasse, strada Odessei, Paris, o Școală Particulară de Artă urmărind și alegând pentru stagiul de pregătire cei mai talentați tineri artiști din Eeuropa acelor zile. Printre elevii săi, s-au numărat și pictori români cum sunt: Alexandru Ciucurencu, Nicolae Popa, Elvira Geblescu Bibescu, Geo Gheorghe Zlotescu și Nicolae Brana, Ana Tzigara-Berza, Henri Catargi, Alexandru Istrati.